# Sublinhado
Sublinhado é o uso de uma sublinha, ou traço, sob toda uma palavra, frase, número, etc., sendo um recurso bastante usado em textos de vários idiomas para destacar um trecho, ou expressão, entre vários outros. Mais recentemente, na informática, tem sido usado para indicar a existência de uma hiperligação para outra página.
O sublinhado não deve ser confundido com o subtraço, sinal usado na informática para separar letras (às vezes, chamado pelo anglicismo underscore).